# Le Roi singe 3
Série
Le Roi singe 2
(2016)
Pour plus de détails, voir Fiche technique et Distribution.
Le Roi singe 3 (西游记·女儿国, Xi you ji zhi nü er guo, litt. « Voyage en Occident ») est un film chinois réalisé par Soi Cheang, sorti le 16 février 2018
C'est la suite des films Le Roi singe (2014) et Le Roi singe 2 (2016) du même réalisateur. C'est une adaptation du classique Voyage en Occident de Wu Cheng'en.

## Synopsis
Le moine bouddhiste Tang Sanzang (Feng Shaofeng) et ses disciples – Wukong le Roi singe (Aaron Kwok), le démon-cochon Bajie (Xiaoshenyang (en)) et le démon de sable à la peau bleue Wujing (Him Law (en)) – entrent par inadvertance dans le pays des femmes du Liang occidental, une nation peuplée de femmes élevées dans la croyance que les hommes sont naturellement trompeurs en matière de cœur.
Un amour naît néanmoins entre Tang Sanzang et la jeune reine du pays des femmes (Zhao Liying), même si sa préceptrice royale (Gigi Leung) est déterminée à condamner les intrus à mort. Alors que Wukong et sa bande cherchent un moyen de quitter cette nation entourée d'une vaste barrière magique, il apparaît rapidement que l'amour sincère est la seule clé pour ouvrir la porte. Tang Sanzang doit alors choisir s'il désire poursuivre sa mission sacrée ou rester avec la reine.

## Fiche technique
- Titre : Le Roi singe 3
- Titre original : 西游记·女儿国 (Xi you ji zhi nü er guo)
- Réalisation : Soi Cheang
- Scénario : Wen Ning d'après La Pérégrination vers l'Ouest de Wu Cheng'en
- Musique : Yu Kobayashi
- Photographie : Richard Bluck
- Montage : Angie Lam
- Production : Maggie Wang
- Société de production : Film Workshop, Filmko Films Production Limited et Filmko Pictures
- Pays :  Chine et  Hong Kong
- Genre : Action, aventure, fantasy
- Durée : 114 minutes
- Dates de sortie : 
  -  Chine : 16 février 2018

## Distribution
- Aaron Kwok : Sun Wukong, le Roi singe
- Feng Shaofeng : Tang Sanzang, le moine bouddhiste
- Zhao Liying : la reine du pays des femmes
- Xiaoshenyang (en) : Zhu Bajie, le démon-cochon
- Him Law (en) : Sha Wujing, le buffle d'eau
- Lin Chi-ling : Hebo
- Gigi Leung : la conseillère
- Liu Tao (en) : Guanyin
- Kingdom Yuen (en) : la prêtresse
- Cecilia So : la jeune conseillère
- Sire Ma (en)

## Production

### Distribution
Le 4 décembre 2016, Zhao Liying est annoncée dans le rôle de la reine du pays des femmes. Les acteurs originaux de Le Roi singe 2, Aaron Kwok, Feng Shaofeng, Xiaoshenyang (en) et Him Law (en) reprendront leurs rôles respectifs de Sun Wukong, Tang Sanzang, Zhu Bajie et Sha Wujing dans le film. Le 1er mars 2017, Liu Tao (en), Lin Chi-ling, et Gigi Leung son annoncés dans la distribution.

### Tournage
Le spécialiste des effets visuels d'Hollywood, Shaun Smith (en) (300, Je suis une légende, Le Roi singe 2), revient en tant que superviseur/concepteur d'effets de maquillage spéciaux pour Le Roi singe 3.

## Sortie
Ce troisième volet sort en Chine le 16 février 2018, le premier jour de la période de vacances du Nouvel An chinois, et également le premier jour de l'Année du chien.

## Réception
Sur Rotten Tomatoes, le film a un taux d'approbation de 33% basé sur 6 avis, et une note moyenne de 3.5/10. Sur Metacritic, qui attribue une note normalisée, le film a un score moyen moyen de 51 sur 100, basé sur 4 critiques, indiquant des « critiques mixtes ou moyennes ». Sur le site de Tianjin Maoyan Culture Media (en), le film reçoit une note de 7.8/10 du public basé sur plus de 240 000 commentaires.
James March du ScreenAnarchy écrit : « Le Roi singe livre suffisamment d'humour, d'effets visuels saisissants, de spiritualité décontractée et d'action débridée pour devenir le succès du Nouvel An chinois ». Tandis que Maggie Lee de Variety  commente : « Et pourtant, alors que son introduction centrée sur les femmes suggérait de riches opportunités pour renverser les rôles traditionnels des genres chinois, Le Roi singe 3 ne saisit pas sa chance de réinventer l'identité féminine ».